# Indexverschiebung
Mit Indexverschiebung oder Indexshift bezeichnet man bei Summen oder Reihen die Substitution des Summationsindex durch Addition einer ganzen Zahl. Der Wert der Summe beziehungsweise Reihe selbst ändert sich dabei nicht. Der Sinn einer solchen Indexverschiebung ist zumeist, die weitere Rechnung zu vereinfachen.
{\displaystyle \sum _{k=1}^{n}(a_{k})=\sum _{k=1+z}^{n+z}(a_{k-z})}

## Beispiel
{\displaystyle \sum _{k=1}^{4}(k+4)=(1+4)+(2+4)+(3+4)+(4+4)=26}
Ersetzt man {\displaystyle t=k+4}, erhält man für die Summanden
{\displaystyle t=(k+4)},
für den ersten Index der Summe
{\displaystyle k=1\Leftrightarrow t-4=1\Leftrightarrow t=5}
und für den letzten Index der Summe
{\displaystyle k=4\Leftrightarrow t-4=4\Leftrightarrow t=8}.
Damit erhält man die neue Summendarstellung
{\displaystyle \sum _{t=5}^{8}t=5+6+7+8=26}.

## Indexverschiebung in anderen Operationen
Indexverschiebungen lassen sich in analoger Weise in anderen mathematischen Operationen anwenden, die über einen fortlaufenden Index verfügen. So gilt ganz analog für ein Produkt
{\displaystyle \prod _{k=m}^{n}a_{k}=\prod _{k=m+z}^{n+z}a_{k-z}.}